# 300 guerrieri. La battaglia delle Termopili
300 guerrieri, la battaglia delle Termopili è un romanzo storico di Andrea Frediani, pubblicato nel 2007. Il romanzo narra la Battaglia delle Termopili dal punto di vista del superstite spartiata Aristodemo, che scampa all'ultimo e fatale scontro con i Persiani per un'infezione agli occhi in compagnia dell'amico Eurito.
Il libro è stato  tradotto in spagnolo, serbo e neogreco.

## Trama
Nell'agosto del 480 a.C. viene combattuta dagli Spartani guidati dal re di Sparta Leonida e dai loro alleati la mitica battaglia delle Termopili per difendere la libertà ellenica dall'avanzata dei Persiani guidati da Serse. Questo epico scontro passò alla storia come un immortale esempio di eroismo. Secondo le cronache antiche uno solo dei trecento guerrieri di Sparta sopravvisse: Aristodemo, ritiratosi in seguito a una ferita e per questo disprezzato dai concittadini, almeno fino a quando non ebbe occasione di espiare la sua presunta viltà. Il romanzo narra, in prima persona, come Aristodemo, seppure scettico e disilluso, si unì a Leonida insieme coi suoi amici, ben più motivati di lui. Insofferente all'implacabile sistema spartano, reo, ai suoi occhi, di creare non uomini, ma meri strumenti per procurare gloria allo Stato, e folle d'amore per una altera femme fatale, la moglie dello stesso re Leonida, Gorgo. Aristodemo disprezza Leonida, anche se il re lo prende a benvolere e gli affida gli incarichi più delicati, fino all'atteso, cruento scontro con i persiani.
Pur nella sua ideale opposizione, Aristodemo si batte valorosamente, scegliendo però di sottrarsi alla tragica fine: dopo che un'infezione agli occhi lo ha reso troppo vulnerabile nel combattimento, si ritira dallo scontro, al contrario dell'eterno amico Eurito, che pur avendo lo stesso problema agli occhi decide di combattere fino alla fine al fianco dei compatrioti. Il sacrificio dei compagni acquisirà anche ai suoi occhi una dimensione eroica, quando avrà appreso i retroscena che si celavano dietro l'impresa: l'ambizioso reggente degli Agiadi, Pausania, non ha fatto altro che allontanare lo zio Leonida per impossessarsi del trono agiade spartano, complottando con la regina Gorgo che in realtà odiava l'ormai defunto marito. Nell'epilogo della narrazione Aristodemo, pentitosi di aver abbandonato i compagni nel momento supremo dell'eroico sacrificio, cerca di redimersi nella decisiva battaglia di Platea, combattendo fuori dalla falange fino alla morte.

## Edizioni
- Andrea Frediani, 300 guerrieri, la battaglia delle Termopili, Roma, Newton Compton Editori, 2007, ISBN 9788854108028.[3]
- Andrea Frediani, 300 guerrieri, la battaglia delle Termopili, Roma, Newton Compton Editori, 2008, ISBN 9788854112803.
- Andrea Frediani, 300 guerrieri, la battaglia delle Termopili, Newton Compton Editori, 2010, ISBN 9788854122772.
- Andrea Frediani, 300 guerrieri, la battaglia delle Termopili, Roma, Newton Compton Editori, 2010, ISBN 9788854116856.
- Andrea Frediani, 300 guerrieri, la battaglia delle Termopili, Milano, RCS MediaGroup-Divisione quotidiani, 2013, ISBN non esistente.
- Andrea Frediani, 300 guerrieri, la battaglia delle Termopili, Roma, Newton Compton Editori, 2014, ISBN 9788854166226.